# جاستین فولی
جاستین فولی (به انگلیسی: Justin Foley) متولد ۱۶ ژوئن ۱۹۷۶، (۲۶ خرداد ۱۳۵۵) درامر گروه متال‌کور ماساچوستی کیلسوئیچ انگیج می‌باشد. او از سال ۲۰۰۲ تا سال ۲۰۰۴ به همراه هاوارد جونز، خواننده گروه کیلسوئیچ انگیج، در گروه "بلاد هز بین شد" (Blood Has Been Shed) به عنوان درامر فعالیت می‌کرد.